# ASリヴォルノ・カルチョ
ウニオーネ・スポルティーバ・リヴォルノ1915（Unione Sportiva Livorno 1915）は、イタリア・トスカーナ州リヴォルノを本拠地とするサッカークラブ。2023-24シーズンは、4部のセリエD・グループEに所属している。セリエAでの最高成績は1919-20シーズンと1942-43シーズンの2位。

## 歴史
1999年に就任したアルド・スピネッリ会長は、パレルモのマウリツィオ・ザンパリーニ会長、カリアリのマッシモ・チェッリーノ会長らと共に、監督をすぐ交代することで有名で、選手との衝突も招いている。2016年1月25日のカルチョ・コモ戦において、判定に激怒して会長の職を辞することを表明した。
2004-05シーズンは1948-49シーズン以来56年ぶりとなるセリエA昇格。昇格1年目でクリスティアーノ・ルカレッリが得点王に輝く活躍を見せて8位と躍進すると、翌2005-06シーズンも6位（シーズン後のカルチョ・スキャンダルによりユヴェントスFCなどに勝ち点剥奪・減点の処分があり、9位から繰り上げ）に入り、UEFAカップ出場権を獲得。ところが、ルカレッリがチームを去った2007-08シーズンは最下位と低迷し、セリエBへ降格した。
2008-09シーズンはセリエBで3位となり、昇格プレーオフを勝ち抜き、1年でのセリエA復帰を果たした。しかし2009-10シーズンはセリエAで最下位に沈み、わずか1年でセリエBへ降格となった。2012-13シーズンはセリエBで3位からの昇格プレーオフ勝ち抜けで、3年でのセリエA復帰を果たした。しかし、2013-14シーズンはセリエAで最下位に沈み、わずか1年でセリエBへ降格となった。

## タイトル

### 国内タイトル
- セリエB：2回
  - 1932-33, 1936-37
- コッパ・イタリア・セリエC：1回
  - 1986-87

### 国際タイトル
なし

## 過去の成績
| - 1993-94 セリエC2・ジローネB 3位 - 1994-95 セリエC2・ジローネB 4位 - 1995-96 セリエC2・ジローネB 2位 - 1996-97 セリエC2・ジローネB 2位 プレーオフによりセリエC1昇格 - 1997-98 セリエC1・ジローネA 3位 - 1998-99 セリエC1・ジローネA 12位 - 1999-2000 セリエC1・ジローネA 7位 - 2000-01 セリエC1・ジローネA 3位 - 2001-02 セリエC1・ジローネA 優勝 セリエB昇格 - 2002-03 セリエB 9位 - 2003-04 セリエB 3位 セリエA昇格 - 2004-05 セリエA 8位 - 2005-06 セリエA 6位 - 2006-07 セリエA 11位 | - 2007-08 セリエA 20位 セリエB降格 - 2008-09 セリエB 3位 プレーオフ勝利によりセリエA昇格 - 2009-10 セリエA 20位 セリエB降格 - 2010-11 セリエB 7位 - 2011-12 セリエB 17位 - 2012-13 セリエB 3位 プレーオフ勝利によりセリエA昇格 - 2013-14 セリエA 20位 セリエB降格 - 2014-15 セリエB 9位 - 2015-16 セリエB 20位 レガ・プロ降格 - 2016-17 レガ・プロ 3位 - 2017-18 セリエC・ジローネA 1位 セリエB昇格 - 2018-19 セリエB 14位 - 2019-20 セリエB 20位 セリエC降格 - 2020-21 セリエC 20位 セリエD降格 →経営破綻のためエッチェッレンツァ降格 - 2021-22 エッチェッレンツァ |

## 現所属メンバー
2019年9月5日現在
注：選手の国籍表記はFIFAの定めた代表資格ルールに基づく。
| No. | Pos. |            | 選手名                       |
| --- | ---- | ---------- | ---------------------------- |
| 2   | DF   | フランス   | アンドルー・マリー=サント    |
| 4   | DF   | イタリア   | マッテオ・ディ・ジェンナーロ |
| 5   | MF   | イタリア   | アレッサンドロ・コッポーラ   |
| 6   | DF   | イタリア   | アンドレーア・ガスバッロ     |
| 7   | FW   | イタリア   | ダヴィデ・マルスラ           |
| 8   | MF   | イタリア   | アンドレーア・ルーチ ()      |
| 9   | FW   | オランダ   | スヴェン・ブラーケン         |
| 10  | FW   | ルーマニア | アドリアン・シュトイアン     |
| 11  | FW   | ブラジル   | ムリーロ                     |
| 14  | MF   | イタリア   | ルカ・リッツォ               |
| 15  | MF   | イタリア   | エンリコ・デル・プラート     |
| 17  | MF   | イタリア   | アンドレア・ポルチーノ       |
| 17  | MF   | イタリア   | マヌエル・マラス             |
| 19  | DF   | イタリア   | ガブリエレ・モレッリ         |
| 20  | FW   | イタリア   | エンリコ・ブリグノーラ       |
| 21  | DF   | イタリア   | ロレンツォ・ゴンネッリ       |

| No. | Pos. |              | 選手名                         |
| --- | ---- | ------------ | ------------------------------ |
| 22  | GK   | イタリア     | マッテーオ・リッチ             |
| 23  | DF   | スイス       | ミシェル・モルガネッラ         |
| 24  | FW   | イタリア     | ファビオ・マッツェオ           |
| 26  | DF   | クロアチア   | ルカ・ボグダン                 |
| 27  | MF   | イタリア     | サント・デアンジェロ           |
| 29  | MF   | イタリア     | ミッチェル・ロッカ             |
| 31  | FW   | モンテネグロ | フィリップ・ライチェヴィッチ   |
| 32  | MF   | アルゼンチン | ブライアン・ボルピーニ         |
| 33  | DF   | ブラジル     | マルセロ・デヴェラン           |
| 34  | MF   | イタリア     | ダヴィデ・アガッジィ           |
| 35  | GK   | イタリア     | アレッサンドロ・プリッツァーリ |
| 37  | MF   | イタリア     | アゴスティーノ・リッツォ       |
| 38  | GK   | チェコ       | ルカシュ・ツィマ               |
| 42  | DF   | スロベニア   | マティヤ・ボベン               |
| --  | MF   | イタリア     | フェデリコ・ヴィヴィアーニ     |

永久欠番
- 25 :  ピエルマリオ・モロジーニ
  - 2012年に在籍したミッドフィールダーで、U-21イタリア代表経験もある。同年4月14日、試合中に心臓発作で死去[3]。

括弧内の国旗はその他の保有国籍を、星印はEU圏外選手を示す。

## 歴代監督
- ジュゼッペ・パパドプーロ 1995-1996
- ロベルト・ドナドーニ 2002-2003, 2005.1-2006.2
- ワルテル・マッツァーリ 2003-2004
- フランコ・コロンバ 2004-2005.1
- カルロ・マッツォーネ 2006.2-2006.6
- ダニエレ・アッリゴーニ 2006.7-2007
- フェルナンド・オルシ 2007-2007.10, 2008.4-2008.6
- ジャンカルロ・カモレーゼ 2007.10-2008.4
- レオナルド・アコーリ 2008.6-2009.5
- ジェンナーロ・ルオートロ 2009.5-2009.10, 2010.4-2010.5
- ヴィットーリオ・ルッソ（ルオートロの監督ライセンス未取得により、名目上監督）2009.7-2009.10
- セルセ・コズミ 2009.10-2010.4
- ジュゼッペ・ピッロン 2010-2011.2
- ワルテル・ノヴェッリーノ 2011.2-2011.12
- アルマンド・マドンナ 2011.12-2012.5
- アッティリオ・ペロッティ 2012.5-2012.6, 2014.1
- ダヴィデ・ニコーラ 2012.6-2014.1, 2014.4-2014.7
- ドメニコ・ディ・カルロ 2014.1-2014.4
- カルミネ・ガウティエリ 2014-2015
- エツィオ・ジェライン 2015
- クリスティアン・パヌッチ 2015
- ボルトロ・ムッティ 2015-2016
- クリスティアン・パヌッチ 2016
- フランコ・コロンバ 2016
- エツィオ・ジェライン（イタリア語版） 2016
- クラウディオ・フォスカリーニ（英語版） 2016-2017
- アンドレア・ソッティル（英語版） 2017-2018
- クリスティアーノ・ルカレッリ 2018
- ロベルト・ブレーダ（英語版） 2018-2019
- パオロ・トラメッツァーニ 2019-2020

## 歴代所属選手

### GK
- ステファノ・タッコーニ 1978-1979
- マルコ・アメリア　2001-2003, 2004-2008
- フランチェスコ・バルディ 2010-2012、2013-2014

### DF
| - アルマンド・ピッキ 1954-1959 - ジョルジョ・キエッリーニ 2000-2005 - アレッサンドロ・ルカレッリ 2004-2005 - ホルヘ・バルガス 2004-2006 - ファビオ・ガランテ 2004-2010 - フランチェスコ・ココ 2005-2006 - ダリオ・クネジェヴィッチ 2006-2012 | - サミュエル・クフォー 2006-2007 - ラフマン・レザイー 2006-2008 - ネルソン・リバス 2009-2010 - ルーカ・シリガルディ 2011-2015 - フェデリコ・チェッケリーニ 2012-2016 - クリスティアーノ・ピッチーニ 2013-2014 |

### MF
| - マッシミリアーノ・アッレグリ 1985-1988, 1989-1990 - ドメニコ・ディ・カルロ 2000-2001 - ジュゼッペ・コルッチ 2005-2006 - ステファノ・モッローネ 2005-2007 - ニコラ・ラゼティッチ 2005 - アントニオ・フィリッピーニ 2006-2010 - エマヌエーレ・フィリッピーニ 2007-2009 - ジュリアーノ・ジャンニケッダ 2007-2008 - エドガル・アルバレス 2007-2008 | - アントニオ・カンドレーヴァ 2008-2010 - アンドレア・ルーチ 2010- - シモーネ・バローネ 2011-2012 - アーメド・アピマー・バルッソ 2010-2011 - パスクアーレ・スキアッタレッラ 2010-2014 - ピエルマリオ・モロジーニ 2012 - マルコ・ビアジャンティ 2013-2016 |

### FW
| - イゴール・プロッティ 1985-1988, 1999-2005 - トマス・ダニレビシウス 2002-2005, 2006-2007, 2009-2011 - クリスティアーノ・ルカレッリ 2003-2007, 2009-2010 - ラッファエレ・パッラディーノ 2005-2006 - イブラヒマ・バカヨコ 2006-2007 - フランチェスコ・タヴァーノ 2007-2011 | - アレッサンドロ・ディアマンティ 2007-2009 - エリオン・ボグダニ 2007-2008 - ディエゴ・トリスタン 2007-2008 - イシャク・ベルフォディル 2014 - ダニエレ・ヴァンタッジャート 2014-2018 |